# 弗朗切斯科·帕特里奇
弗朗切斯科·帕特里奇（義大利語：Francesco Patrizi），威尼斯共和国新柏拉图主义哲学家、科学家、诗人，生于茨雷斯岛，就读于帕多瓦大学，在费拉拉公国任职，支持柏拉图主义反对亚里士多德主义，与罗马天主教会发生冲突，其哲学观点对近代科学有一定影响。